# Megacepon sesarmae
Megacepon sesarmae är en kräftdjursart som först beskrevs av Arthur Sperry Pearse1930.  Megacepon sesarmae ingår i släktet Megacepon och familjen Bopyridae. Inga underarter finns listade i Catalogue of Life.